# Egitto ai Giochi della XV Olimpiade
L'Egitto partecipò ai Giochi della XV Olimpiade, svoltisi ad Helsinki, dal 19 luglio al 3 agosto 1952,  
con una delegazione di 106 atleti impegnati in 14 discipline,
aggiudicandosi 1 medaglia di bronzo.

## Medagliere

### Per discipline
| Sport              | Oro | Argento | Bronzo | Totale |
| ------------------ | --- | ------- | ------ | ------ |
| Lotta greco-romana | 0   | 0       | 1      | 1      |
| Totale             | 0   | 0       | 1      | 1      |

### Medaglie
| Medaglia | Atleta           | Sport              | Evento     |
| -------- | ---------------- | ------------------ | ---------- |
| Bronzo   | Abdel Aal Rashid | Lotta greco-romana | Pesi piuma |

## Risultati

### Calcio
| Atleta | Classifica |                   |
| --- | --- | ----------------- |
| V · D · M Nazionale olimpica egiziana · Calcio ai Giochi Olimpici Estivi 1952 1 Hemaida · 2 Katou · 3 El-Dali · 4 Moussa · 5 Kabil · 6 Abdallah · 7 Rashed · 8 Bastan · 9 Abdelmoula · 10 Jemei · 11 Saleh · 12 Sedki · 13 El-Dhizui · 14 El-Hamouli · 15 El-Far · 16 El-Sayed · 17 El-Mekkawi · 18 Ad-Diba · 19 Bahig · 20 El-Attiyah · CT : Jones | 9° |                   |
| Nazionale olimpica egiziana · Calcio ai Giochi Olimpici Estivi 1952 | |                   |
| 1 Hemaida · 2 Katou · 3 El-Dali · 4 Moussa · 5 Kabil · 6 Abdallah · 7 Rashed · 8 Bastan · 9 Abdelmoula · 10 Jemei · 11 Saleh · 12 Sedki · 13 El-Dhizui · 14 El-Hamouli · 15 El-Far · 16 El-Sayed · 17 El-Mekkawi · 18 Ad-Diba · 19 Bahig · 20 El-Attiyah · CT: Jones                                                                                | 1 Hemaida · 2 Katou · 3 El-Dali · 4 Moussa · 5 Kabil · 6 Abdallah · 7 Rashed · 8 Bastan · 9 Abdelmoula · 10 Jemei · 11 Saleh · 12 Sedki · 13 El-Dhizui · 14 El-Hamouli · 15 El-Far · 16 El-Sayed · 17 El-Mekkawi · 18 Ad-Diba · 19 Bahig · 20 El-Attiyah · CT: Jones | Egitto (bandiera) |

### Pallacanestro
| Atleta | Classifica |
| --- | ---------- |
| V · D · M Nazionale egiziana - Pallacanestro ai Giochi della XV Olimpiade 3 Tadros · 4 Montassir · 5 Catafago · 6 Abou Ouf · 7 Hafez · 8 Selim · 9 Abbas · 10 Sabounghi · 11 el-Rashidi · 12 Chalhoub · 13 Youssef · 14 Ibrahim · 15 Bahgat · 18 el-Kheir · All. Nello Paratore | 12°        |
| Nazionale egiziana - Pallacanestro ai Giochi della XV Olimpiade |            |
| 3 Tadros · 4 Montassir · 5 Catafago · 6 Abou Ouf · 7 Hafez · 8 Selim · 9 Abbas · 10 Sabounghi · 11 el-Rashidi · 12 Chalhoub · 13 Youssef · 14 Ibrahim · 15 Bahgat · 18 el-Kheir · All. Nello Paratore                                                                           |            |

### Pallanuoto
| Atleta | Classifica |                   |
| --- | --- | ----------------- |
| V · D · M Nazionale maschile egiziana di pallanuoto · Giochi olimpici - Helsinki 1952 Nessim • Hakim • Gharbo • El-Gamal • Sabry • Khalifa • El-Shafei • El-Said • Abou El-Kheir • El-Sha'rawi • S.E.H. Ali • M.K. Ayoub • S.M.A. Sherif · CT : - | 10° |                   |
| Nazionale maschile egiziana di pallanuoto · Giochi olimpici - Helsinki 1952 | |                   |
| Nessim • Hakim • Gharbo • El-Gamal • Sabry • Khalifa • El-Shafei • El-Said • Abou El-Kheir • El-Sha'rawi • S.E.H. Ali • M.K. Ayoub • S.M.A. Sherif · CT: -                                                                                        | Nessim • Hakim • Gharbo • El-Gamal • Sabry • Khalifa • El-Shafei • El-Said • Abou El-Kheir • El-Sha'rawi • S.E.H. Ali • M.K. Ayoub • S.M.A. Sherif · CT: - | Egitto (bandiera) |